# Кумарский район
Кумарский район — упразднённая административно-территориальная единица в составе Амурской области, существовавшая в 1935—1955 годах. Административный центр — село Кумара.

## Население
По данным переписи 1939 года в Кумарском районе проживало 6968 чел., в том числе русские — 90,4 %, украинцы — 6,2 %, мордва — 2,03 %.

## История
Кумарский район был образован 25 января 1935 года в составе Амурской области Дальневосточного (с 1938 — Хабаровского) края. В 1948 году Амурская область вышла из состава Хабаровского края и стала подчиняться непосредственно РСФСР.
По данным 1940 и 1945 годов район включал 19 сельсоветов: Актайский, Алексеевский, Аносовский, Бусьевский, Гуранский, Загорно-Селитьбанский, Кольцовский, Корсаковский, Кумарский, Ново-Воскресеновский, Ново-Георгиевский, Н. Иннокентьевский, Петропавловский, Саскальский, Симоновский, Сталинский, Сухетинский, Сычёвский и Ушаковский.
6 мая 1955 года Кумарский район был упразднён, а его территория разделена между Свободненским и Шимановским районами.